# Quinn Ellis
Quinn Alistair Ellis (* 1. April 2003 in Sheffield) ist ein britischer Basketballspieler.

## Werdegang
Ellis spielte im Nachwuchs der Sheffield Sharks. 2019 wechselte er nach Italien zum Zweitligisten Orlandina Capo d’Orlando. 2022 erhielt der Brite einen Vertrag vom italienischen Erstligisten Aquila Basket Trento, wurde aber zunächst an den Zweitligisten JB Casale Monferrato verliehen. In der Saison 2023/24 wurde Ellis Stammspieler im Serie A-Aufgebot von Aquila Basket Trento. Beim Gewinn des italienischen Pokalwettbewerbs 2025 wurde er als bester Spieler des Finalturniers ausgezeichnet.
Olimpia Mailand stattete den Briten im Sommer 2025 mit einem Vertrag aus.

### Nationalmannschaft
Ellis nahm 2019 an der U16-B-Europameisterschaft teil. Später wurde er Mitglied der britischen Herrennationalmannschaft.

## Familie
Ellis’ 2021 gestorbene Großmutter Betty Codona gilt als Vorreiterin des Frauen-Basketballsports im Vereinigten Königreich. Seine Mutter Vanessa Ellis ist Basketballtrainerin.

## Erfolge und Auszeichnungen

### Mit der Mannschaft
- Sieger italienischer Pokal 2025

### Einzelauszeichnungen
- MVP Final Eight des italienischen Pokalwettbewerbs 2025[10]
- Bester Nachwuchsspieler (U 22): 2025[11]